# 奥尔梅克雕像
奥尔梅克雕像是中部美洲古典時期居民製造的原型雕像 ，這些雕像不完全是由奧爾梅克核心地帶出土的，但它們具有奥尔梅克文明的標誌或圖騰。具有奧爾梅克圖騰普遍出現在公元前1000年到500年。雖然奧爾梅克核心地帶的區域並不是很明顯，但幾乎遍及整個中美洲呈現一致的風格。
這些雕像通常出現在古代建築、廢墟和墓穴，雖然被標註拉斯博卡斯（Las Bocas）或索奇帕拉（Xochipala）風格有些是被追討回來的搜括物，因此出處不可考。
絕大部分的雕像設計簡單，通常是裸體或少量的衣服，由當地的陶瓦製成，大多數回收來的僅是片段：頭、手、軀幹或腿。從埃爾馬納蒂（El Manatí）水中回收的半身像，它被認為是從木頭上雕刻而成。奧爾梅克人在當時已經會使用翡翠、蛇紋石、綠石、玄武岩和其他礦物以及石頭，來製作製術品和這些雕像。

至今考古學家結合人類學家、動物學家與相關專業人士無法解釋為何要雕刻這些雕像。有人認為可能和當時的活人祭與陪葬有關。也有人認為是對神的獻祭。

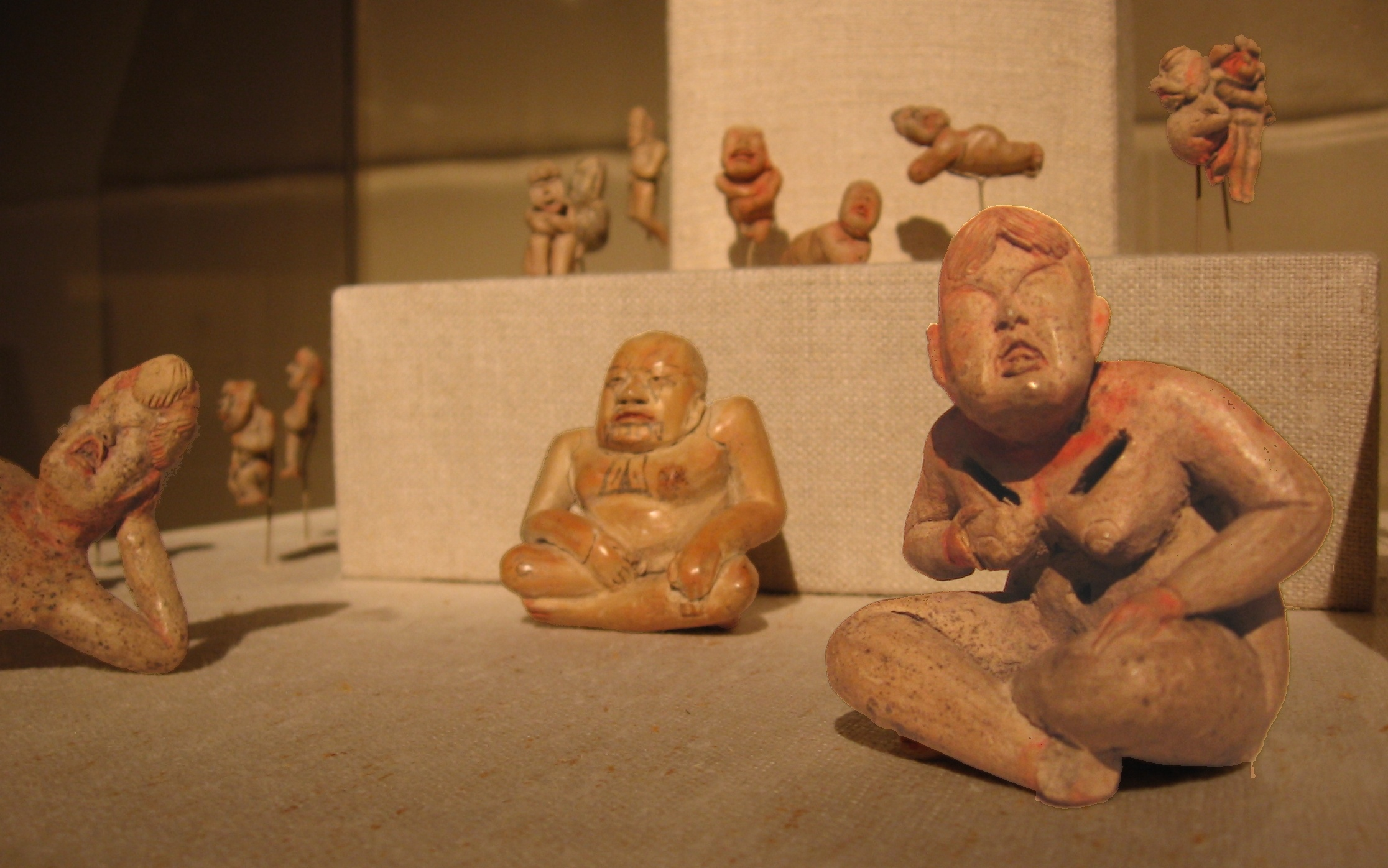
大都會藝術博物館展示的奥尔梅克雕像。圖中的駝背雕像約7公分。

## 嬰兒型中空塑像
這些嬰兒臉型態的嬰兒塑像也被稱之為中空寶寶（hollow babies），是奧爾梅克文化的獨特標誌，在奧爾梅克核心地帶不斷的被發現，但是在奧爾梅克早期地方例如拉文塔卻鮮少發現。
這些雕像通常是陶製的中空塑像，型態是肥胖身體與嬰兒的臉龐、瞇眼、表情皺眉、嘴角下垂、頭部略呈梨形，可能是顱骨改造（奧爾梅克崇拜玉米神，玉米神的頭很長，會改變小孩的頭來模仿玉米神）十分容易辨認。 他們的身體很少表現出與臉上顯示的特徵。
嬰兒塑像通常是裸體，而且沒有生殖器，不同於其他奧爾梅克雕像通常穿著緊身盔甲或奧爾梅克巨石頭像的頭戴盔甲。也被稱之為中空寶寶（hollow babies）
這些雕像大小約25~35厘米，具有白色或奶油色的高拋光化妝土。這在考古方面是比較少見的。而這類型的雕像類似殷商考古，例如妇好墓的婦好雕像。
考古學家杰弗裡·布萊姆斯特（Jeffrey Blomster）將嬰兒塑像分成兩組，第一組是較接近於墨西哥湾奧爾梅克文物的特徵、第二組的雕像比第一組小，臉部表情較少且身體粗壯，身體較頭部來的大。
由於出土的數量十分壯觀，這代表在奧爾梅克文化中這些嬰兒塑像有著特殊的作用，但並不是很確定這些塑像的用途。麦克·D·科說奥尔梅克雕像之大、中空、白色嬰兒的意義和性質在圖像研究上是一個謎團

## 細長型男人塑像

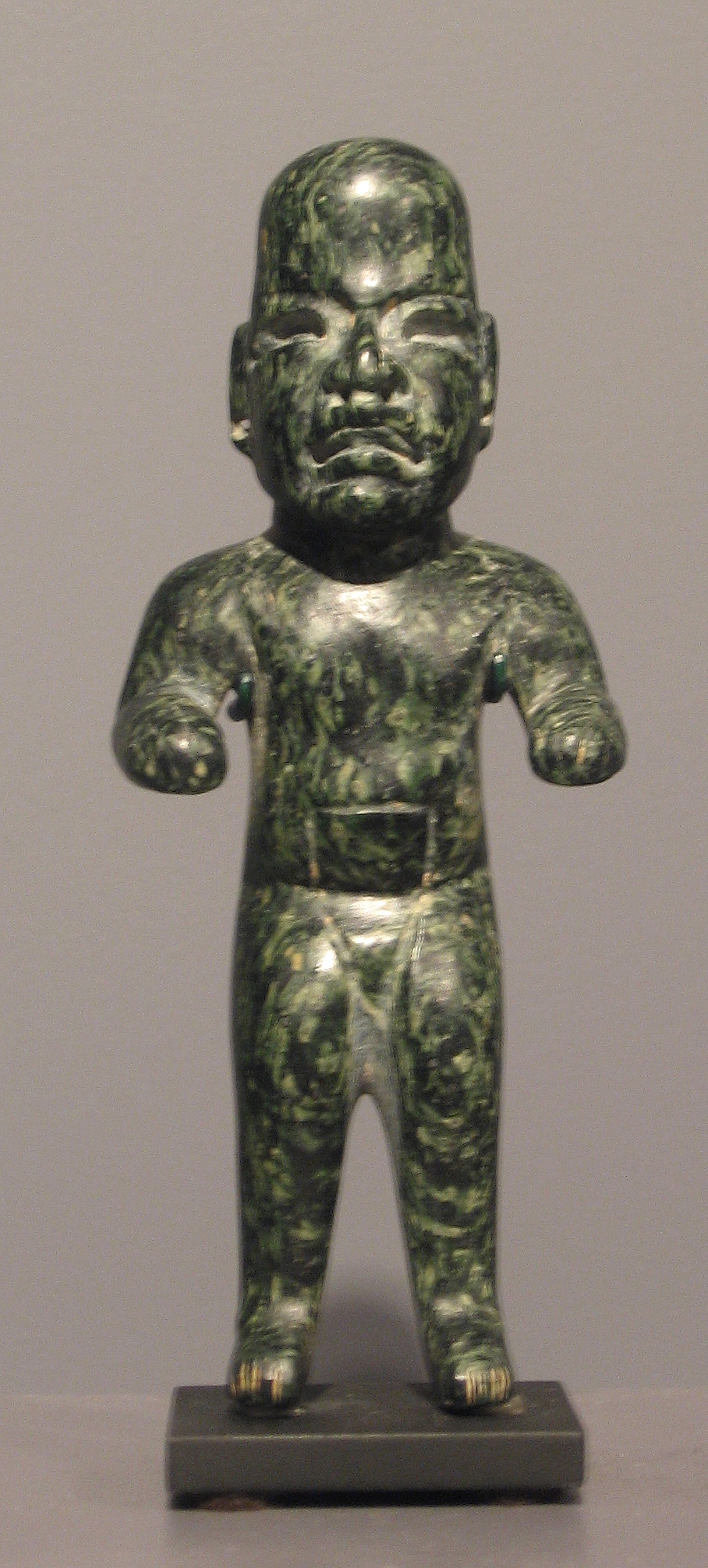
一個細長型雕像，由深綠色的蛇紋石製成。

另一種常見的風格是姿勢僵硬的立體雕像，其特點是整體細長、禿頭、頭頂平滑、杏仁眼和嘴角下垂。雕像的腳通常是張開的，通常是直的也有少部分是彎曲的，如果有手指或腳趾也是直線型的。

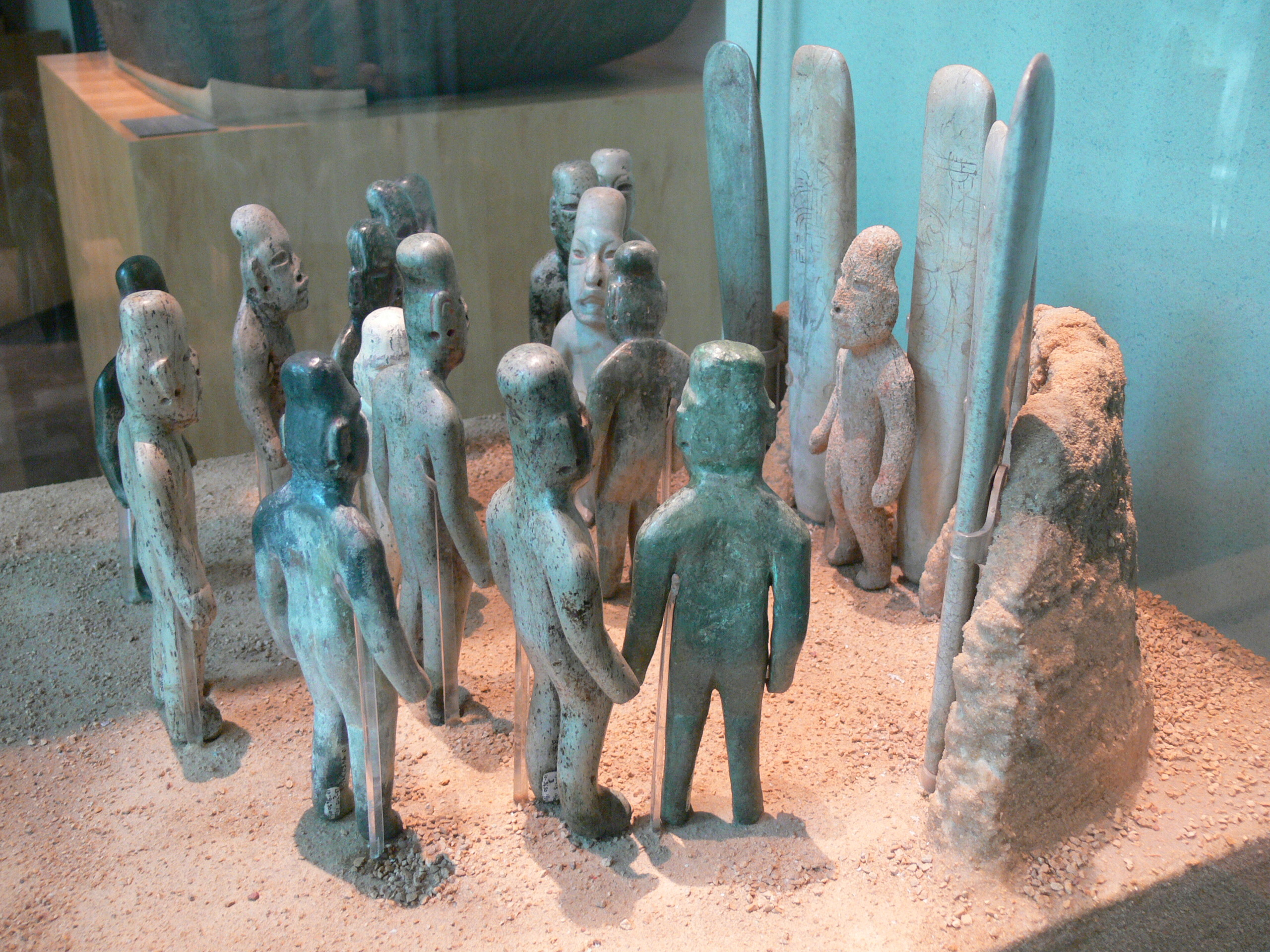
拉文塔第四號文物中-十六個雕像和六個琬圭

細長的頭頂普遍認為是當時的人工颅骨变形，這在特拉蒂爾科（Tlatilco）的墓葬考古和玛雅人中被證實，然而在奧爾梅克核心地帶卻沒有直接的證據證明。
耳朵有耳洞可以穿戴耳環或其他飾品。因此這些雕像可能有穿耳環甚至是易腐的衣服。有人認為可能是不同的儀式配戴更換不同的裝備。如同理查德·迪爾（Richard A. Diehl）所說的前哥倫布時期的芭比肯尼。

### 拉文塔第四號文物
1955年考古學家在拉文塔考古遺址出土了一些文物，考古學家將其命名為「拉文塔第四號文物」，這些雕像被埋葬在一個深且窄的洞穴，由三層彩色的粘土覆蓋，在原始埋葬之後有人挖開一個小洞然後重新填滿洞口。拉文塔出土的所有雕像都有奧爾梅克文化中的包括細長的頭且禿頭。他們的耳朵都有小洞、腿微彎。如果是神或神靈會用硃砂裝飾，一般人則沒有裝飾。

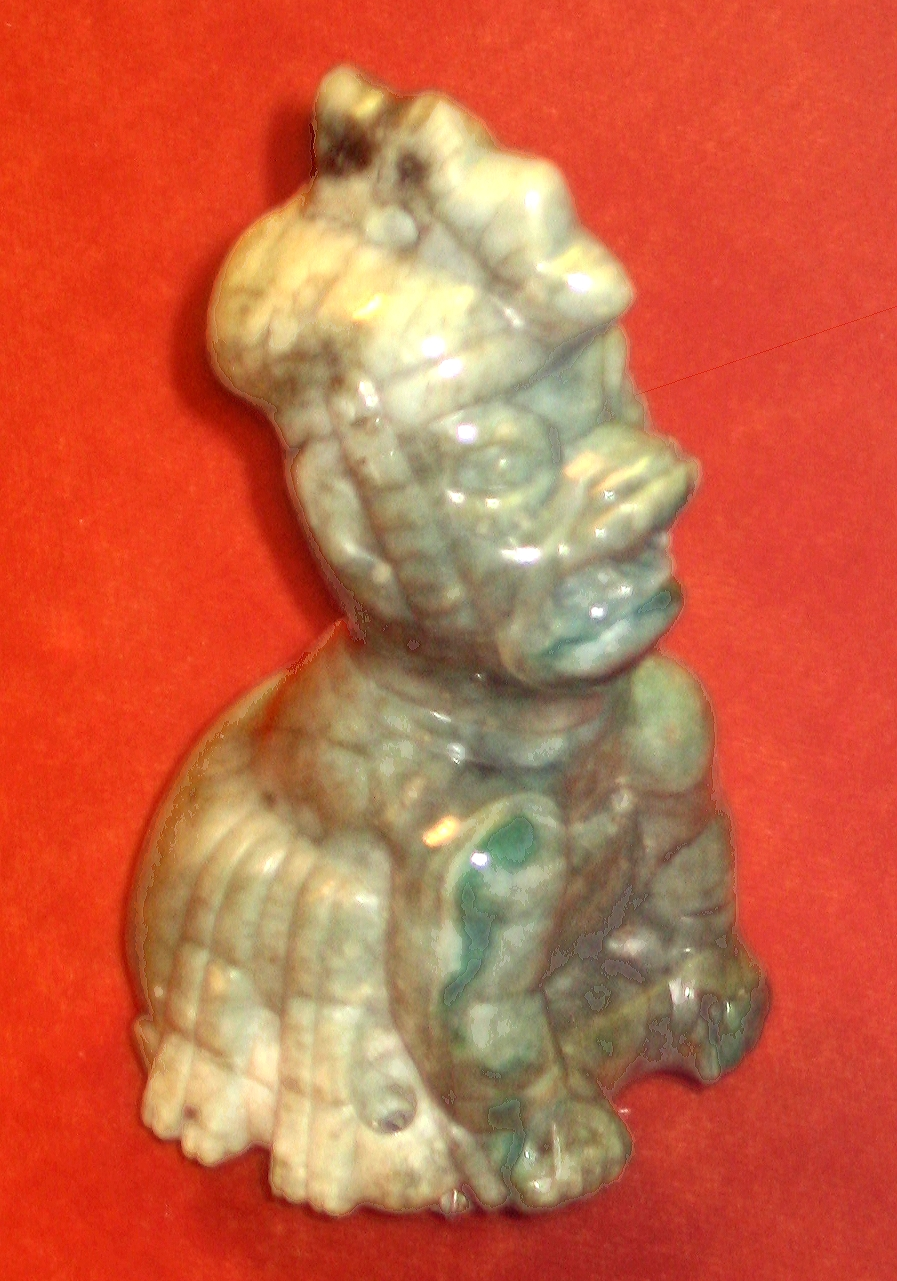
玉製的美洲豹神雕像。 單獨的美洲豹神雕像比較罕見， 大多數是美洲豹神雕像是一個由成年人類與陪同的美洲豹娃。 高度約8.6厘米。

拉文塔第四號文物是拉文塔的儀式物品之一，其中包括四個巨大的供品和四個鑲嵌畫。這樣的雕像為什麼會被埋葬則產生很多猜測。拉文塔第四號文物包括十六個雕像和六個琬圭（上端呈圆形的圭），琬圭可能代表石碑或玄武岩柱，十六個雕像中的材質分別是十三個蛇紋石製、兩個玉製和一個紅色花崗岩製成。花崗岩製的雕像被對圭面向其他人。
這於這奇特的排列使研究人員產生了各式各樣的解釋。有研究人員認為這十五個雕像在聽紅色花崗岩雕像說話。而在拉文塔第四號文物的出土物中最引人注目的是玉米神雕像，因此有研究人員認為這十六個雕像在獻計給玉米神。中國學者王大有，宋寶忠，王雙有認為琬圭上面的圖案和殷商時代文字類似，並解讀出「俎女戍繭翟伯」、「火農妣辛」「契 昭明 相土」等殷商王族或祖先牌位而備受關注。這個發現也使更多人開始討論中國考古學家張光直提出的「瑪雅中國文化連續體」的假設。

## 美洲豹神雕像
美洲豹神是奥尔梅克最高的神，有時表現出神的型態，甚至是小孩的型態，有學者稱為「豹娃」（Jaguar Baby）。
美洲豹神雕像在奥尔梅克十分常見，從小的玉器雕像到最大的玄武岩雕像，出現在鑿斧、建築物、面具甚至是其他細長型男人塑像上面。

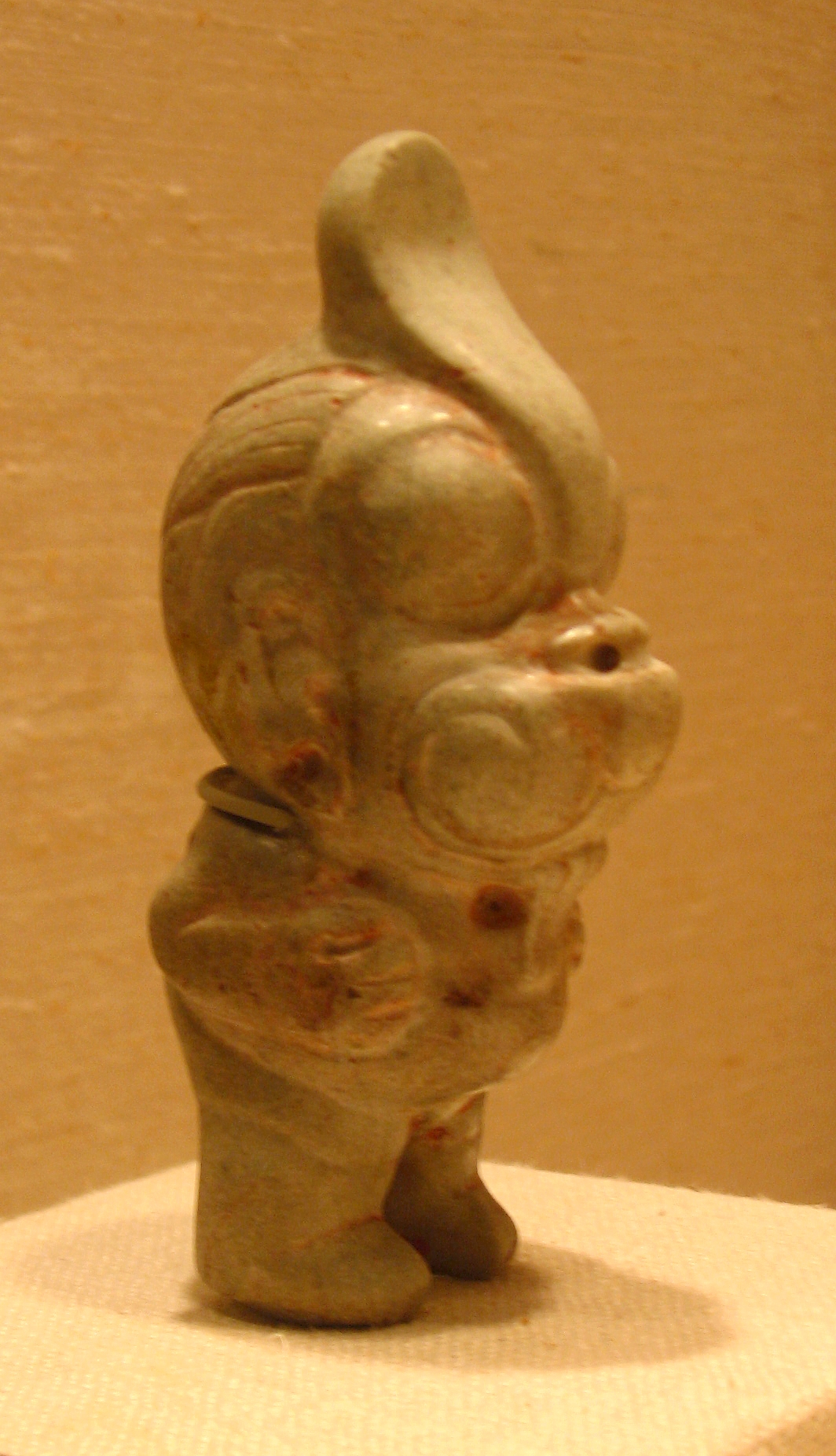
奧爾梅克老鷹變型雕像。玉（鈉長石）含有硃砂。 身高約11.4厘米。

美洲豹神雕像具有人的鼻子，張開大嘴、額頭有代表美洲豹額頭皺紋的V型裂縫，例如左圖。如果眼睛是杏眼或狹縫狀代表示小孩的型態
單獨的美洲豹神雕像比較罕見， 大多數是美洲豹神雕像是一個由成年人類與陪同的美洲豹娃。

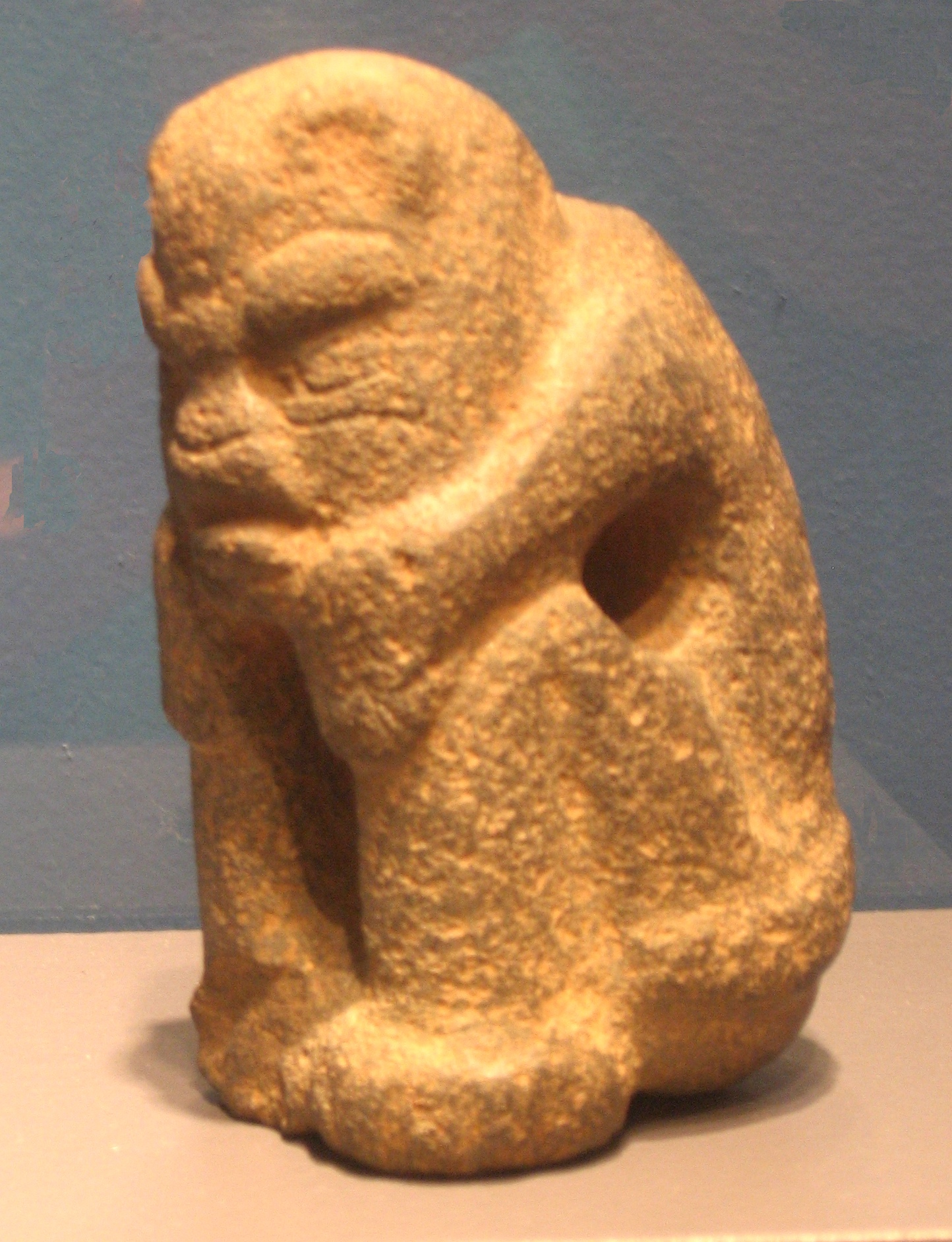
韋拉克魯斯 塔巴斯科 發現的 豹神轉型雕像。材質是玄武岩。高度約17厘米

## 融合雕像
有些奧爾梅克雕像會結合人和動物的特徵，例如左圖，是人和老鷹的融合雕像，雖然這些組合不同特徵的雕像被稱為融合雕像，但一些研究人員認為這可能代表戴者動物面具或服飾的人（奧爾梅克出土許多面具），一些人宣稱他們應該是薩滿，拉文塔第十九號文物是一塊石碑上面的圖案即是人與龍的融合雕像。
這種風格在美洲豹神雕像上更為常見，幾乎每總型態都有。

## 自然主義雕像
除了上述風格獨特的雕像外，奥尔梅克的雕刻家也會雕像一些相當符合人類自然樣子的雕像。
藝術史學家喬治·庫伯勒（George Kubler）的《古代美洲的藝術與建築》（The Art and Architecture of Ancient America）一書就收錄了許多自然主義雕像

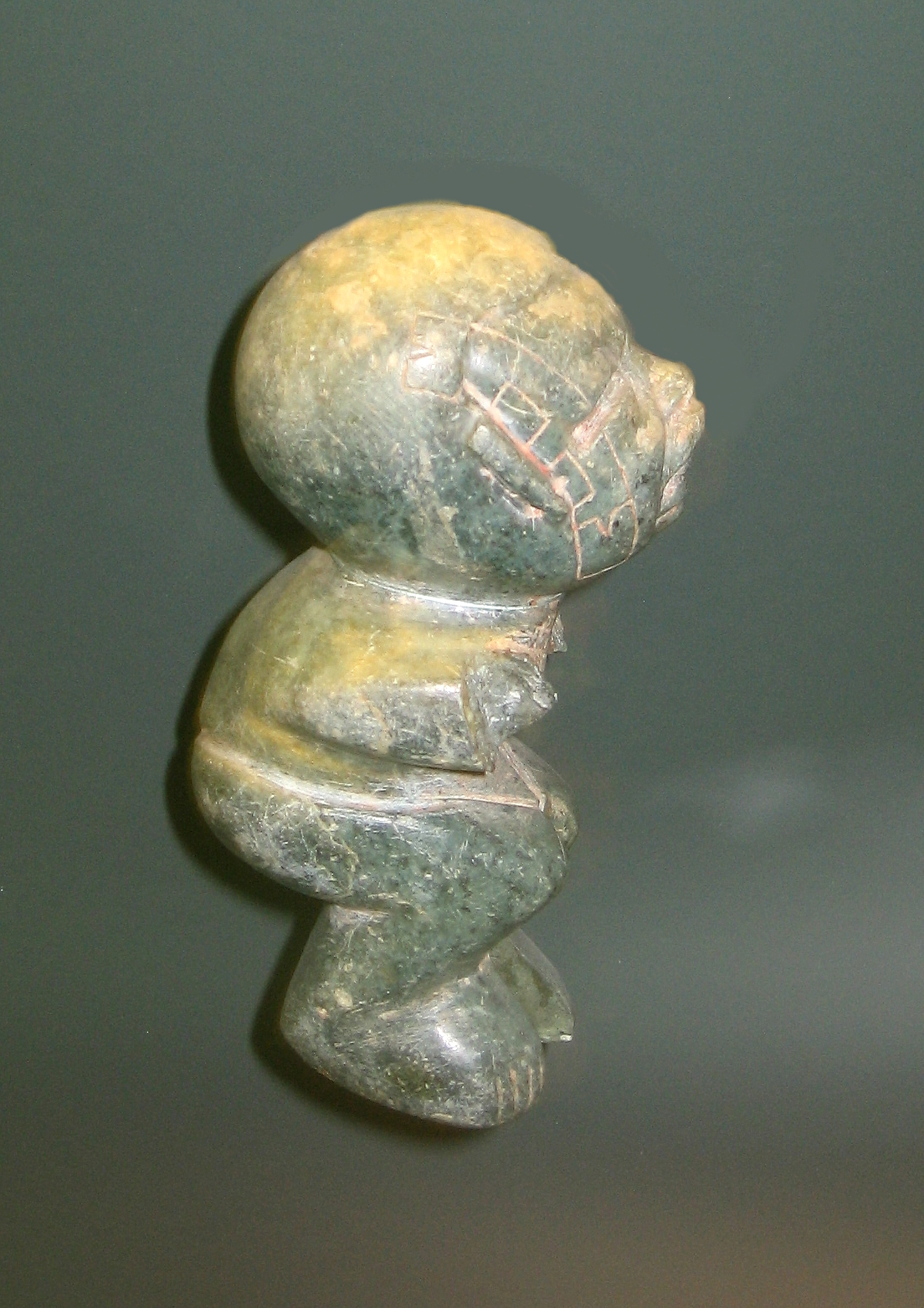
來自墨西哥 格雷羅州的玉石雕像。 身高約9.5厘米。

## 矮人或胎兒雕像
另一種奥尔梅克雕像是類似矮人或胎兒，如左圖，特徵是小鼻子、橢圓形頭部、蹲伏姿態。一些研究人員，如米格爾·科瓦魯維亞斯（Miguel Covarrubias）將這些雕像稱作矮人（dwarfs），許多研究人員包括瓦魯比亞斯認為是產前的姿勢。
在1999年的一篇文章中，卡羅琳·泰特（Carolyn Tate）和戈登·本德斯基（Gordon Bendersky）和分析了頭對身體的比例，並得出結論，這些雕像是自然主義的胎兒雕塑，並討論殺嬰和嬰兒犧牲的可能性。

## 畫廊

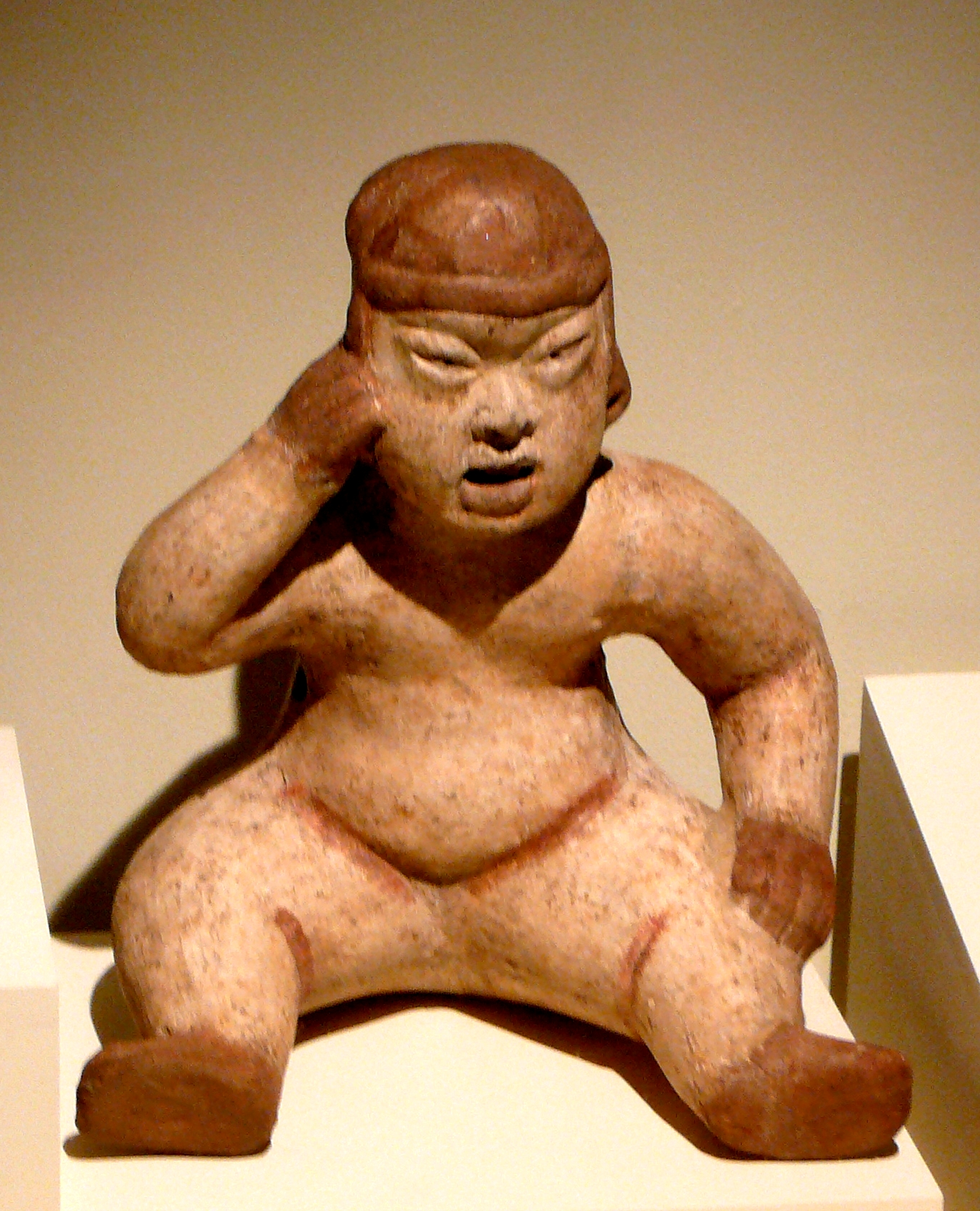
嬰兒型中空塑像
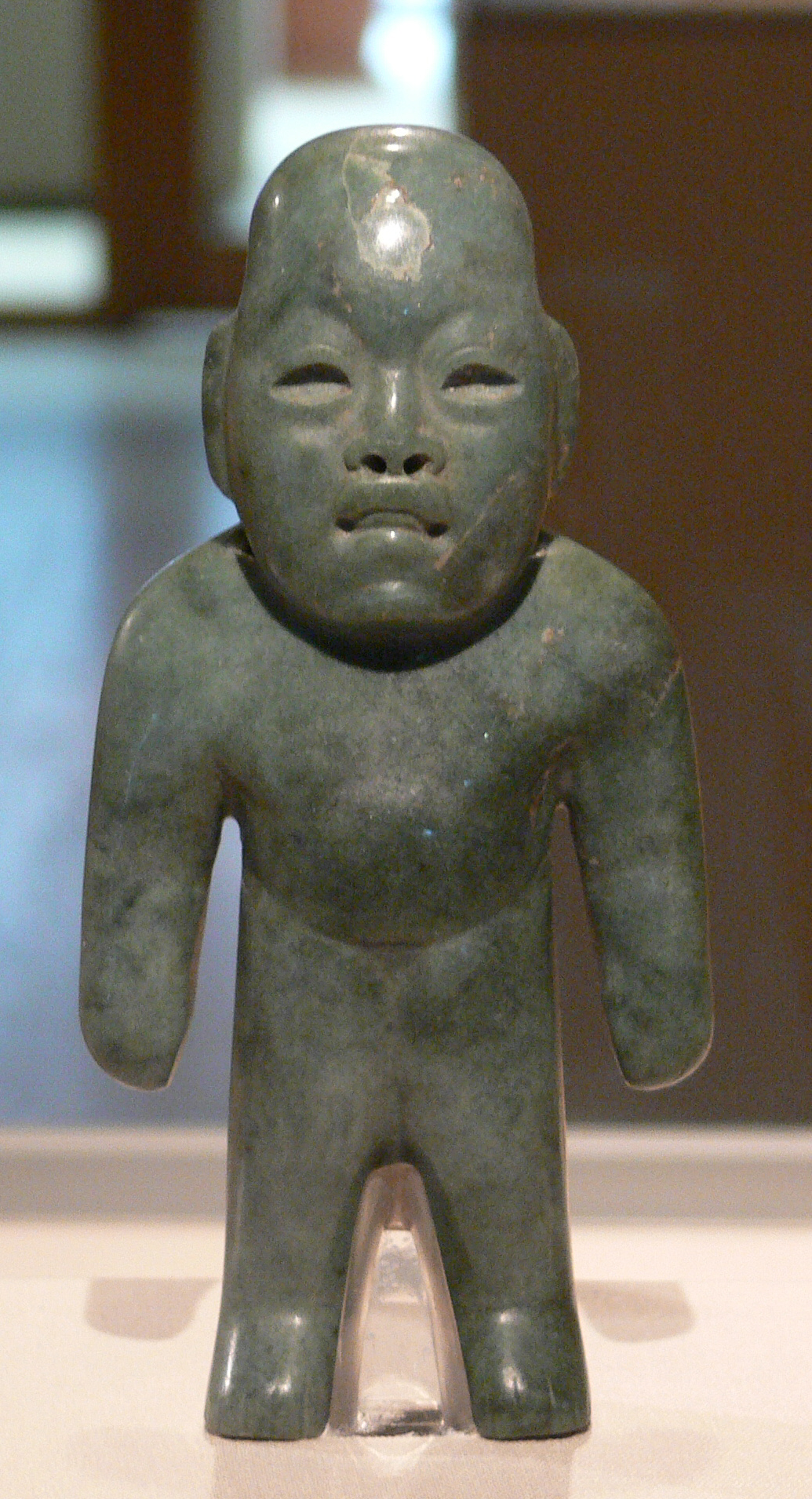
細長型雕像
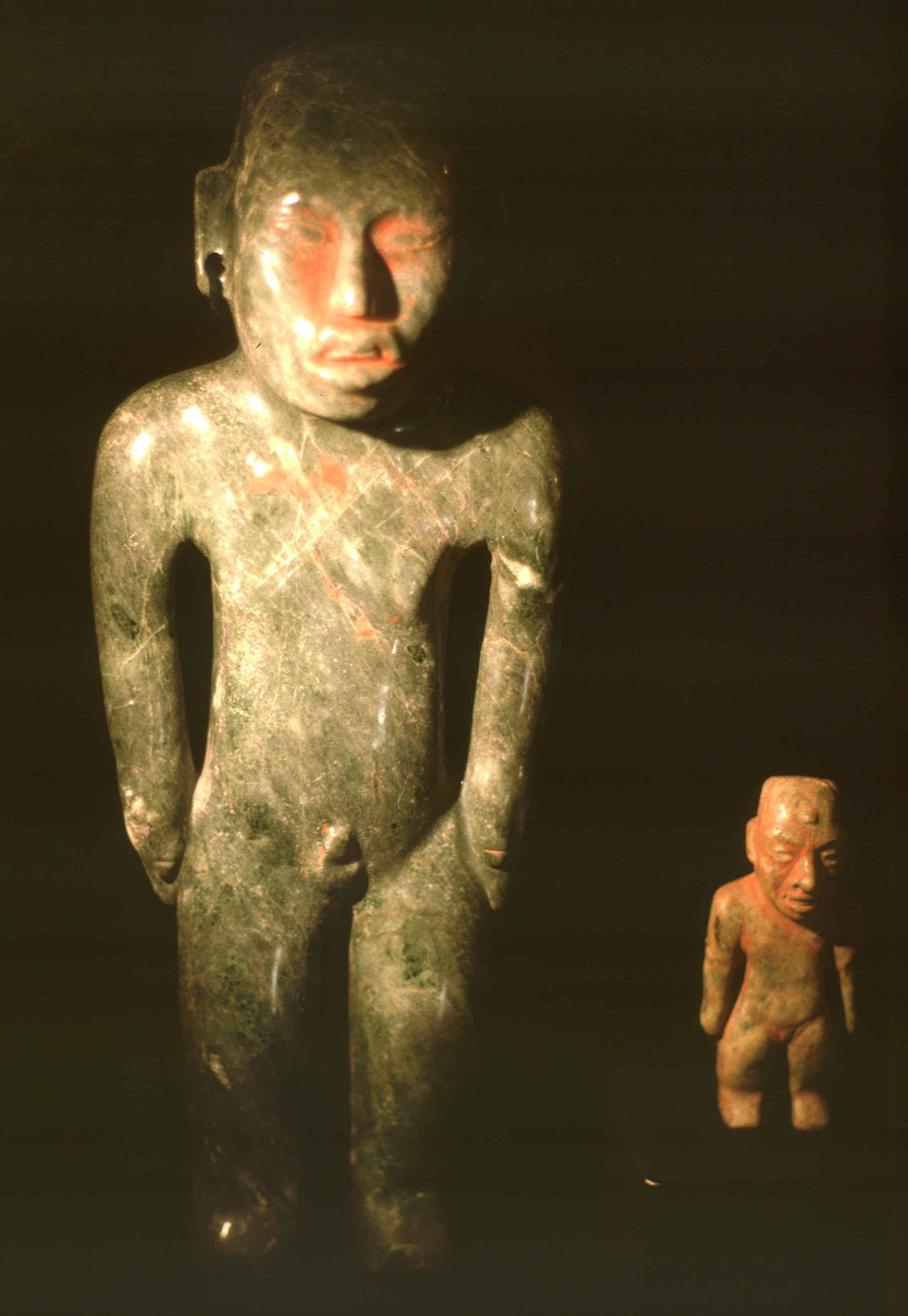
具有耳洞的細長型雕像
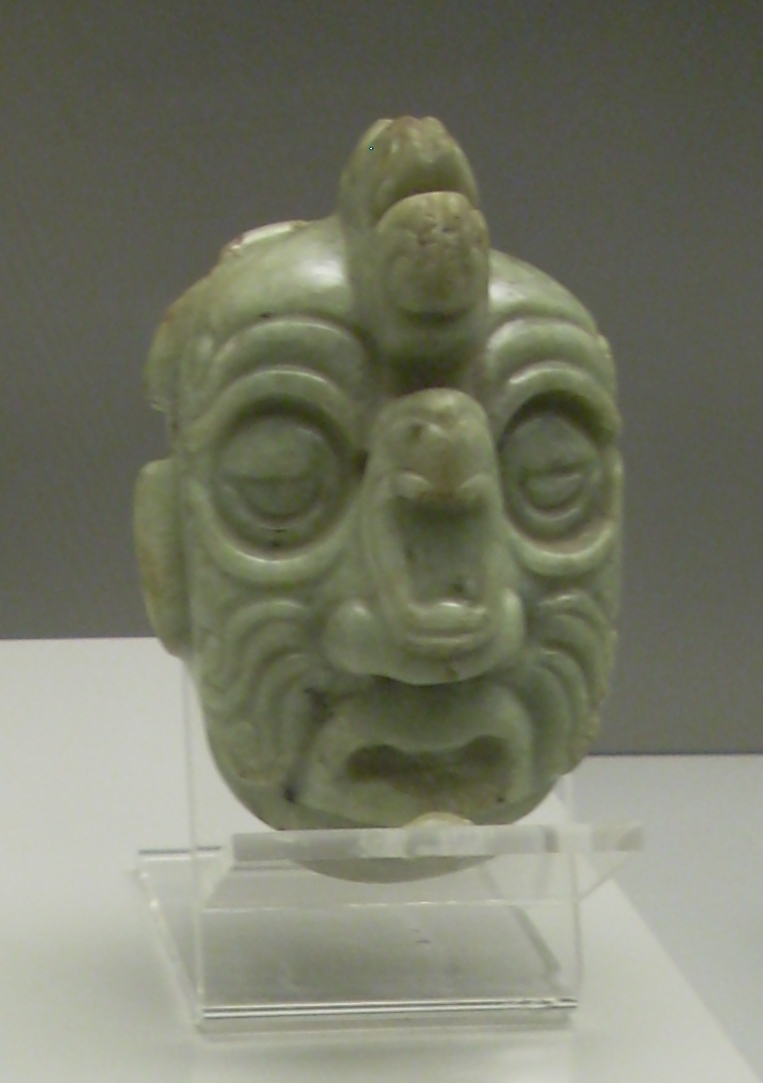
融合雕像(鳥)
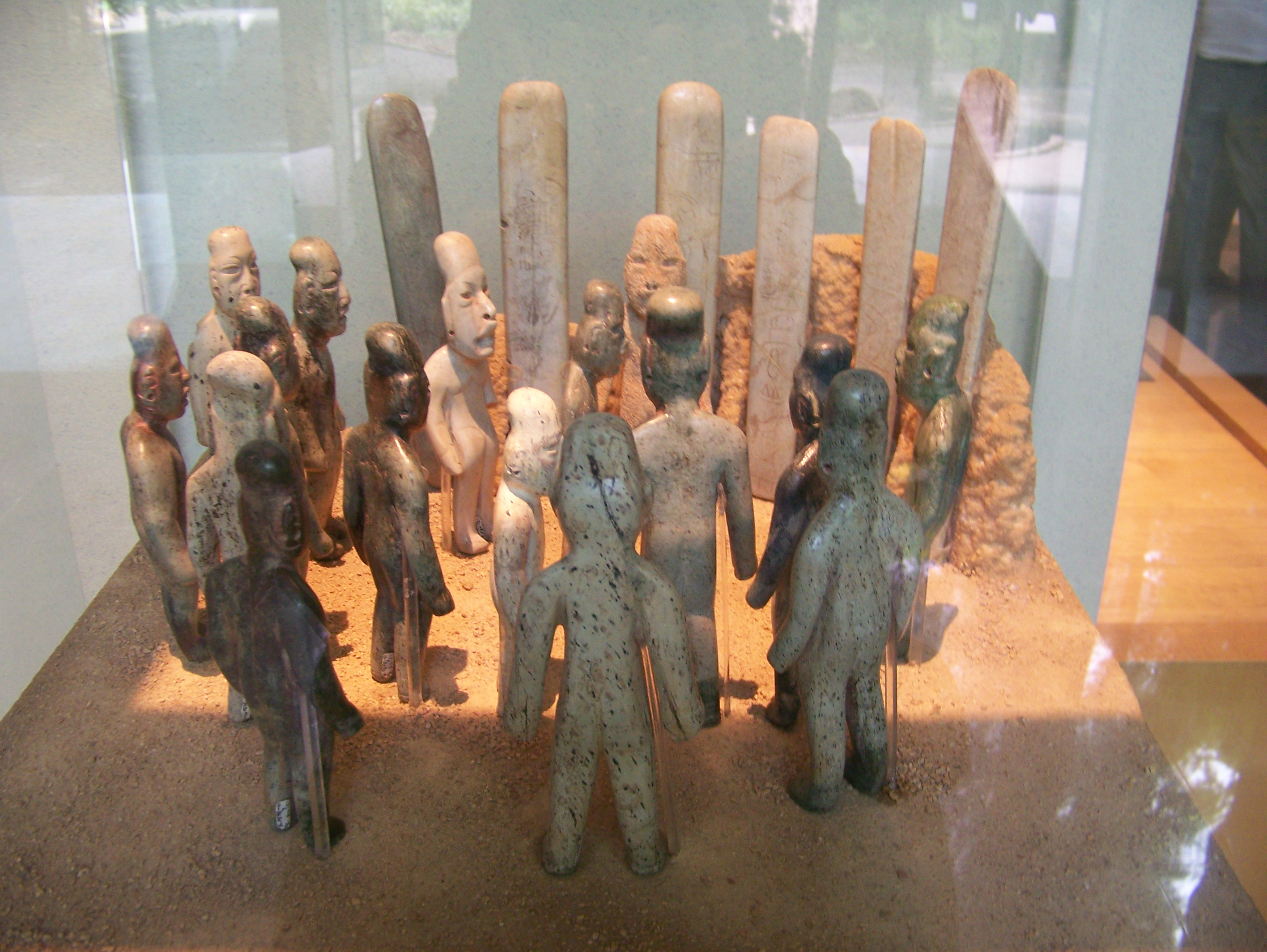
拉文塔第四號文物

## 外部連結
- Comprehensive catalogue of 奥尔梅克雕像s （and figurine fragments） — fine photos of artifacts recovered at the Olmec heartland（英语：Olmec heartland） site of San Andrés（英语：San Andrés (Mesoamerican site)）.
— This collection details the entire range of figurines & figurine fragments — while other books and articles focus on the more artistic and complete figurines.